# Władimir Simagin
Władimir Pawłowicz Simagin, ros. Владимир Павлович Симагин (ur. 21 czerwca 1919 w Moskwie, zm. 25 września 1968 w Kisłowodzku) – rosyjski szachista, arcymistrz od 1962 roku.

## Kariera szachowa
Pierwszy znaczący sukces odniósł w 1947 r., zwyciężając w mistrzostwach Moskwy (sukces ten powtórzył w roku 1959). Pomiędzy 1951 a 1965 r. siedmiokrotnie uczestniczył w finałach indywidualnych mistrzostw ZSRR, najlepszy wynik (IX miejsce) osiągając w 1961 roku.
Do największych sukcesów Simagina w turniejach międzynarodowych należały:
- dz. II m. w Sarajewie (1963, za Lajosem Portischem, wraz z Borislavem Ivkovem, Svetozarem Gligoriciem i Wolfgangiem Uhlmannem, a przed Ludkiem Pachmanem i Laszlo Szabo),
- dz. I m. w Zinnowitz (1965, wraz z Wolfgangiem Uhlmannem), przed Anatolijem Lejnem i Péterem Dely,
- dz. III m. w Salgótarjánie (1967, memoriał Lajosa Asztalosa, za Istvanem Bilkiem i Leonidem Szamkowiczem, wraz z Mato Damjanoviciem, przed Laszlo Barczayem),
- dz. I m. w Soczi (1967, wraz z Aleksandrem Zajcewem, Nikołajem Krogiusem, Leonidem Szamkowiczemi i Borysem Spasskim, przed Aleksandrem Kotowem i Władimirem Antoszynem),
- dz. III m. w Polanicy-Zdroju (1968, memoriał Akiby Rubinsteina, za Wasilijem Smysłowem i Lubomirem Kavalkiem, wraz ze Zbigniewem Dodą i Nikoła Pydewskim, przed Vlastimilem Jansą)[1].

Według retrospektywnego systemu Chessmetrics, najwyżej sklasyfikowany był w grudniu 1946 r., zajmował wówczas 21. miejsce na świecie.
Osiągał również sukcesy w szachach korespondencyjnych, w roku 1964 zdobywając tytuł mistrza Związku Radzieckiego, a rok później otrzymując tytuł mistrza międzynarodowego gry korespondencyjnej. Wraz z Władimirem Makogonowem współpracował w latach 50. z Wasilijem Smysłowem, pomagając mu w zdobyciu tytułu mistrza świata w roku 1957. Był uznanym teoretykiem szachowym, wnosząc duży wkład w rozwój obrony holenderskiej, hetmańsko-indyjskiej, sycylijskiej, Nimzowitscha i Grünfelda.
Zmarł na atak serca podczas trwania turnieju w Kisłowodzku w 1968 roku.